# 이벼리
이벼리(1989년 1월 10일~ )는 JTBC 서바이벌 프로그램 팬텀싱어의 초대 우승팀인 포르테 디 콰트로의 멤버이다.

## 학력
- 삼육대학교 신학과(졸업)